# 몰리 오캘러핸
몰리 그레이스 오캘러핸(영어: Mollie Grace O'Callaghan, 2004년 4월 2일~)은 오스트레일리아의 수영 선수로 주 종목은 자유형이다. 2020년 하계 올림픽 당시 계영 종목에 참가하여 금메달 2개, 동메달 1개를 획득했고 2024년 하계 올림픽에서 여자 자유형 200m 종목 금메달과 계영 종목 금메달 2개, 은메달 1개, 동메달 1개를 획득했다. 또한 2023년 세계 선수권 대회에서 100m 자유형과 200m 자유형에서 우승했으며 2023년 7월부터 2024년 6월까지 여자 자유형 200m 세계 기록을 보유했다.